# 定山渓鉄道線

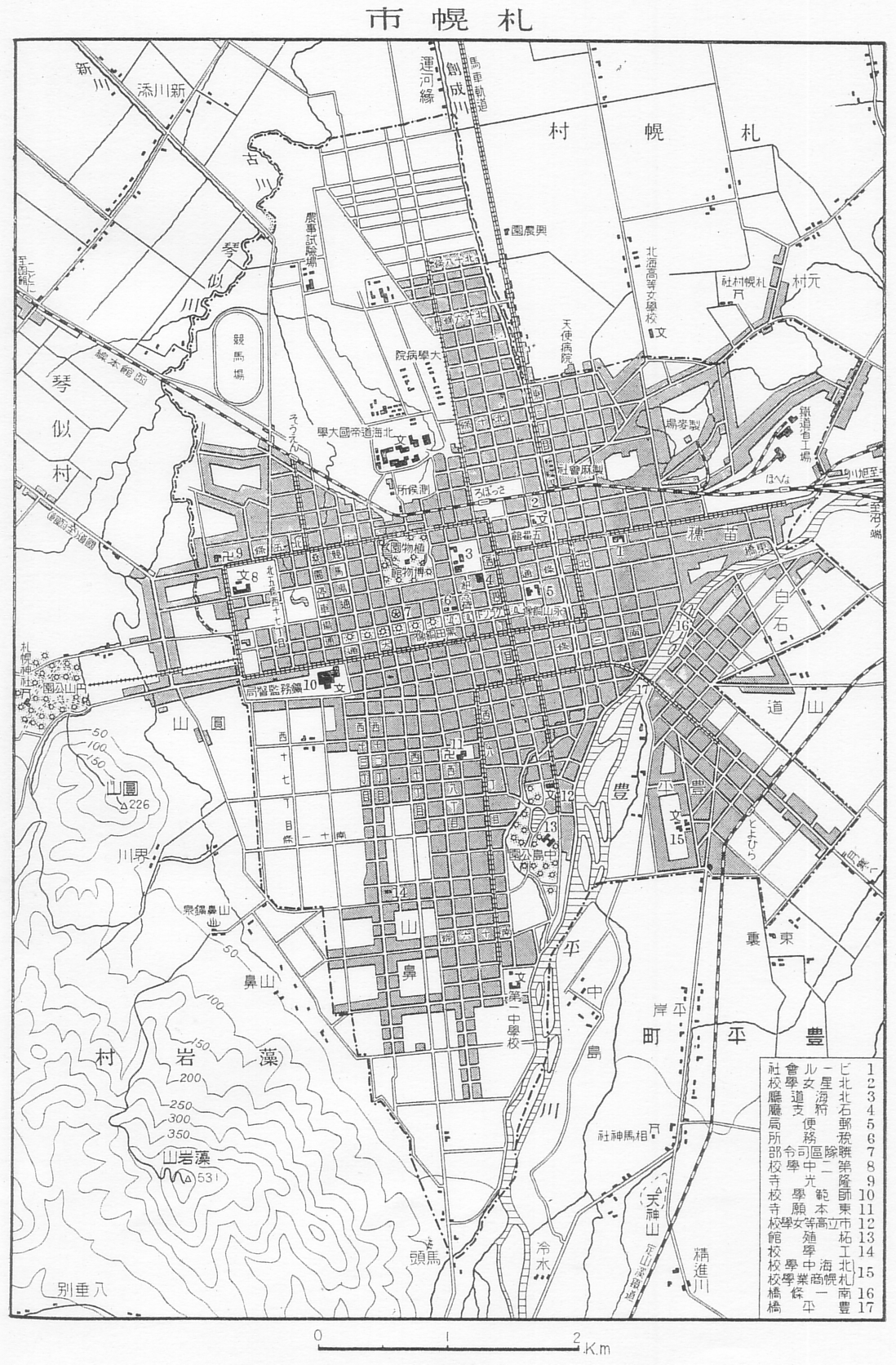
1930年頃の札幌市近郊の地図。右下に定山渓鉄道線の一部がある。

定山渓鉄道線（じょうざんけいてつどうせん）は、かつて北海道札幌市白石区の東札幌駅から南区の定山渓駅を結んでいた定山渓鉄道（現：じょうてつ）の鉄道路線である。1969年に廃止された。

## 路線データ
廃止時の状態
- 路線距離（営業キロ）：27.2 km
- 軌間：1,067 mm（狭軌）
- 複線区間：なし（全線単線）
- 電化区間：全線（直流1,500 V）
- 閉塞方式：タブレット閉塞式
交換可能駅：7（東札幌駅、豊平駅、真駒内駅、石切山駅、藤の沢駅、簾舞駅、滝の沢駅）[1]

## 歴史
1913年（大正2年）に、国鉄苗穂駅から定山渓に至る軽便鉄道として、定山渓温泉への観光客の輸送、木材の輸送、鉱石と石材の輸送を主な目的として計画された。
当初は苗穂駅から豊平川の左岸を遡り、石切山付近で札幌市街馬車鉄道と平面交差した後に豊平川を渡り、右岸を通って定山渓へ向かうルートを想定していたが、1913年（大正2年）8月の豊平川洪水を受けた護岸工事で当初の敷設予定地が使えなくなった。そのため、1916年（大正5年）4月13日付の認可で分岐駅が苗穂駅から白石駅に変更となり、その後も月寒地区経由から豊平経由に変更されたり、真駒内地区では北海道庁種畜場の関係でルート変更を余儀なくされたりしたため、最終的に計画が固まったのは1917年（大正6年）8月のことであった。また資金繰りでの難もあり、定山渓鉄道株式会社の設立は1915年（大正4年）12月20日と当初の計画から大きく遅れている。
工事施工認可は1917年（大正6年）4月6日で、22.5 kg/m 軌条や車輌については国鉄の払い下げを受けた。こうして、81万2000円の費用をかけて白石駅 - 定山渓駅間 (29.9 km) が1918年（大正7年）10月17日に開業した。開業当初は白石駅 - 定山渓駅間3往復と豊平駅 - 定山渓駅間1往復の運行で、白石駅 - 定山渓駅間を1時間30分で結んだ。
定山渓鉄道は、定山渓温泉の発展とともに順調に業績を伸ばし、1932年には札幌からのバス運行も開始した。1930年代には木材・鉱石の貨物輸送も増えたが、太平洋戦争中には温泉客が減り、鉱石・石材輸送に重点が置かれた。しかし、資材不足が深刻になったことで終戦時には稼働率が4割に落ち、列車の窓は3分の1がベニヤ板張りに変わっていた。
定山渓鉄道線の全盛期は、戦後復興に伴い定山渓温泉が繁栄を取り戻したことで訪れた。1949年（昭和24年）から1963年（昭和38年）にかけて、夜間発の往復乗車券とビール券・とうきび・枝豆・温泉利用をセットにした「月見電車」を運行した。会社が整備した豊平川沿いのハイキングコースは多くの市民に利用された。また、1944年（昭和19年）に事故で閉山した豊羽鉱山が1950年（昭和25年）に再開し、定山渓鉄道がその鉱石の輸送を引き受けた。
1957年（昭和32年）に東京急行電鉄（現・東急）が定山渓鉄道の株を買収し、傘下に収めた。これにより、駅・営業所ごとに予算や営業目標を立てたり、沿線で宅地開発や高校の誘致に取り組んだりするなど、東急式の経営が導入された。当時東急グループを率いていた五島慶太は買収に4か月先立つ同年6月、札幌市産業会館で約170人の地元経済人を相手に「北海道における交通政策」と題して講演を行い、札幌都市圏の私鉄を統合して定山渓鉄道線と夕張鉄道線の延伸も視野に入れ、札幌市と江別市の間に新たに20 kmの鉄道を敷く構想（「#札幌急行鉄道」参照）を発表したが、1959年（昭和34年）に五島が逝去したことなどで実現しなかった。
しかし、この頃から貨物輸送をトラックに奪われ始め、1963年（昭和38年）には豊羽鉱山の鉱石輸送がトラックに切り替えられた。また、東急傘下入り後に計画されていた複線化及び中山峠方面への路線延長が実現できず、運転間隔が短縮できないまま道路事情が好転し、旅客も徐々にバスやマイカーに流出していった。これに加え、1966年（昭和41年）に北海道警察本部から豊平駅近くの国道36号線上の踏切が交通上の障害になっているとして、高架化するか廃止して線路を撤去するなどの適切な処置を取るよう勧告された。
こうした劣勢の中で、札幌市が地下鉄南北線を建設することに伴う用地買収を申し出た。定山渓鉄道はこれに応ずる形で鉄道部門の廃止を決定し、1969年（昭和44年）11月1日をもって全線廃止となった。
廃止後は電車路線に沿う形で代行バスが運行されていたが、既存のバス系統と再編・統合され、1970年（昭和45年）に廃止された。

### 年表
- 1913年（大正2年）
  - 2月12日：松田学ら24名が、苗穂 - 定山渓間 (28.9 km) の鉄道敷設申請[1]。
  - 7月16日：苗穂 - 定山渓間 (28.9 km) 免許[1][4]。
- 1915年（大正4年）
  - 12月20日：定山渓鉄道株式会社の設立[1][5]。初代社長は松田学[6]。
- 1916年（大正5年）4月13日：同日付の認可で、分岐駅を苗穂駅から白石駅に変更[1]。
- 1917年（大正6年）4月6日：白石駅 - 定山渓駅間 (29.9 km) 着工[1]。
- 1918年（大正7年）10月17日：白石駅 - 定山渓駅間 (29.9 km) 開業[1][7]。豊平駅、石切山駅、藤の沢駅[注釈 3]、簾舞駅、定山渓駅を新設[1][8]。
- 1920年（大正9年）4月1日：真駒内駅を新設[1][9]。
- 1924年（大正13年）1月1日：滝の沢駅[注釈 4]を新設[1]。
- 1926年（大正15年）
  - 8月15日：一の沢停留所を新設[1]。
  - 8月21日：北海道鉄道（→後の国鉄千歳線〈旧線〉）の開通に伴い、東札幌駅を新設[1]。
- 1928年（昭和3年）
  - 6月7日：錦橋駅を新設[1]。
  - 12月：北海水力電気の系列となる[1]。
- 1929年（昭和4年）10月25日：東札幌駅 - 定山渓駅 (27.2km) を電化（直流1,500 V）[1][5]。
- 1931年（昭和6年）7月25日：北海道鉄道札幌線の東札幌駅 - 苗穂駅間 (3.1 km) が電化（直流1,500 V）[1]。これに伴い苗穂駅への電車乗り入れを開始[1]。
- 1933年（昭和8年）
  - 1月7日：白糸の滝停留所を新設[1]。
  - 11月30日：北茨木停留所を新設[10]。
- 1936年（昭和11年）10月20日：小金湯停留所を新設[1]。
- 1941年（昭和16年）2月24日：白石駅 - 東札幌駅間 (2.7 km) の旅客営業廃止[1]。
- 1945年（昭和20年）3月1日：戦時資材供出のため、白石駅 - 東札幌駅 (2.7 km) が不要不急線に指定され、廃止[1][11]。
- 1948年（昭和23年）
  - 1月1日：下藤野停留所を新設[1][12]。
  - 1月11日：豊滝停留所を新設[1]。
- 1949年（昭和24年）8月：北茨木停留所を北茨木駅に変更[10]。
- 1951年（昭和26年）11月1日：東簾舞停留所を新設[1][12]。
- 1952年（昭和27年）6月12日：急行列車を設定。当初二等車として運転されたが1954年6月12日に二等車の設定を廃止。
- 1957年（昭和32年）
  - 8月12日：気動車による国鉄札幌駅への乗り入れを開始[1]。これに先立ち、東札幌駅 - 苗穂駅間の電化設備を撤去し、同区間への電車乗り入れを中止。
  - 12月：北茨木駅を澄川駅に改称[10]。
  - 12月7日：東京急行電鉄が定山渓鉄道の筆頭株主となり、東急傘下に入る。
- 1959年（昭和34年）
  - 4月1日：慈恵学園停留所を新設[9]。
  - 6月21日：十五島公園停留所を新設[1][13]。
- 1961年（昭和36年）4月15日：緑ヶ丘停留所を新設[1][14]。
- 1969年（昭和44年）
  - 10月1日：国鉄札幌駅への乗り入れを廃止[1]。
  - 10月31日：「さよなら電車」によるセレモニー。
  - 11月1日：東札幌駅 - 定山渓駅間が全線廃止[1][15]。
- 1973年（昭和48年）5月31日：定山渓鉄道株式会社が株式会社じょうてつへ社名変更。

鉄道部門廃止以降の会社の沿革については「じょうてつ」の項目を参照のこと。

## 運行系統
1934年10月1日当時
- 列車本数：苗穂駅 - 定山渓駅間下り17本・上り15本、東札幌駅 - 定山渓駅間下り4本・上り5本、白石駅 - 豊平駅間2往復
- 所要時間：苗穂駅 - 定山渓駅間58-61分、豊平駅 - 定山渓駅間48-51分、白石駅 - 豊平駅間12 - 14分
  - 当時、運行系統は既に苗穂駅 - 定山渓駅間を主としており、白石駅 - 東札幌駅間は支線と同様で、極端に旅客列車の本数は少なかった。

1969年3月19日当時
- 列車本数：札幌駅 - 定山渓駅間8往復、東札幌駅－定山渓駅間1往復、豊平駅－定山渓駅間9往復（休日は朝1往復減便）
- 所要時間：札幌駅 - 定山渓駅間1時間6-22分、豊平駅 - 定山渓駅間45-53分
  - 総18往復のうち、半数の列車は千歳線（旧線）経由で札幌駅に乗り入れ（国鉄線内は非電化のため気動車で運転、豊平駅または東札幌駅で自社の電車に併結し、定山渓駅まで電車が牽引して運転）、残りの列車はほとんどが豊平駅 - 定山渓駅間の運転であった。千歳線内では国鉄の列車と併結されることもあった。
  - 当時、札幌駅－定山渓駅間では既に定鉄バスが7時から21時台まで30分間隔の運転を行っていた。
  - 豊滝駅は通過する列車が多かった。

### 当時の時刻表

#### 1966年10月1日改正
鉄道弘済会『道内時刻表1967年7月号』p.92より作成。
| 列車番号 | 札幌  | 苗穂  | 東札幌 | 豊平  | 澄川  | 慈恵学園 | 真駒内 | 緑ケ丘 | 石切山 | 藤の沢 | 十五島公園 | 下藤野 | 東簾舞 | 簾舞  | 豊滝  | 滝ノ沢 | 小金湯 | 一ノ沢 | 錦橋  | 白糸ノ滝 | 定山渓 |
| 1M       | -     | -     | -      | 6:50  | 6:56  | 6:57     | 6:59   | 7:02   | 7:07   | 7:11   | 7:13       | 7:15   | 7:18   | 7:21  | 7:24  | 7:29   | 7:31   | 7:33   | 7:38  | 7:40     | 7:42   |
| 3M       | -     | -     | -      | 7:30  | 7:36  | 7:37     | 7:41   | 7:44   | 7:49   | 7:54   | 7:56       | 7:58   | 8:01   | 8:04  | 8:07  | 8:12   | 8:15   | 8:17   | 8:22  | 8:24     | 8:26   |
| 5M       | -     | -     | 7:57   | 8:06  | 8:11  | 8:12     | 8:14   | 8:17   | 8:22   | 8:28   | 8:30       | 8:32   | 8:35   | 8:37  | -     | 8:41   | 8:44   | 8:45   | 8:51  | 8:53     | 8:55   |
| 1207Mv   | -     | -     | 8:16   | 8:22  | 8:28  | 8:32     | 8:33   | -      | -      | -      | -          | -      | -      | -     | -     | -      | -      | -      | -     | -        | -      |
| 1711M    | 8:38  | 8:43  | 8:52   | 9:00  | 9:06  | 9:07     | 9:09   | 9:12   | 9:18   | 9:25   | 9:27       | 9:29   | 9:32   | 9:35  | -     | 9:42   | 9:44   | 9:46   | 9:51  | 9:53     | 9:55   |
| 761M     | 9:35  | 9:39  | 9:44   | 9:50  | 9:56  | 9:57     | 9:59   | 10:02  | 10:07  | 10:12  | 10:14      | 10:16  | 10:19  | 10:21 | -     | 10:26  | 10:28  | 10:30  | 10:35 | 10:37    | 10:39  |
| 763M     | 10:30 | 10:35 | 10:40  | 10:45 | 10:50 | 10:52    | 10:54  | 10:57  | 11:01  | 11:06  | 11:08      | 11:10  | 11:12  | 11:17 | -     | 11:22  | 11:25  | 11:27  | 11:33 | 11:35    | 11:37  |
| 15M      | -     | -     | -      | 11:50 | 11:56 | 11:57    | 12:00  | 12:03  | 12:08  | 12:15  | 12:17      | 12:19  | 12:22  | 12:24 | -     | 12:29  | 12:31  | 12:34  | 12:38 | 12:40    | 12:42  |
| 765M     | 12:54 | 12:58 | 13:03  | 13:10 | 13:16 | 13:17    | 13:20  | 13:23  | 13:28  | 13:33  | 13:35      | 13:37  | 13:40  | 13:42 | -     | 13:47  | 13:50  | 13:52  | 13:57 | 13:59    | 14:01  |
| 767M     | 13:38 | 13:42 | 13:48  | 13:57 | 14:03 | 14:04    | 14:06  | 14:09  | 14:14  | 14:18  | 14:20      | 14:22  | 14:26  | 14:27 | -     | 14:33  | 14:36  | 14:37  | 14:42 | 14:44    | 14:46  |
| 1723M    | 14:32 | 14:36 | 14:42  | 14:52 | 14:58 | 14:59    | 15:02  | 15:05  | 15:10  | 15:14  | 15:16      | 15:18  | 15:20  | 15:24 | -     | 15:30  | 15:33  | 15:35  | 15:40 | 15:42    | 15:44  |
| 25M      | -     | -     | -      | 15:51 | 15:57 | 15:58    | 16:00  | 16:03  | 16:08  | 16:12  | 16:14      | 16:16  | 16:19  | 16:22 | -     | 16:27  | 16:30  | 16:32  | 16:37 | 16:39    | 16:41  |
| 769M     | 16:21 | 16:26 | 16:33  | 16:49 | 16:55 | 16:56    | 16:58  | 17:01  | 17:06  | 17:11  | 17:13      | 17:15  | 17:18  | 17:22 | -     | 17:27  | 17:30  | 17:32  | 17:37 | 17:39    | 17:41  |
| 1731M    | 17:15 | 17:19 | 17:28  | 17:34 | 17:40 | 17:41    | 17:44  | 17:47  | 17:53  | 17:57  | 17:59      | 18:02  | 18:05  | 18:08 | -     | 18:14  | 18:17  | 18:19  | 18:24 | 18:26    | 18:28  |
| 1735M    | 18:51 | 18:59 | 19:08  | 19:17 | 19:23 | 19:24    | 19:27  | 19:30  | 19:35  | 19:39  | 19:41      | 19:43  | 19:46  | 19:49 | -     | 19:54  | 19:57  | 19:59  | 20:04 | 20:06    | 20:08  |
| 1739M    | 20:14 | 20:18 | 20:27  | 20:34 | 20:40 | 20:41    | 20:43  | 20:46  | 20:52  | 20:56  | 20:58      | 21:00  | 21:03  | 21:06 | -     | 21:15  | 21:17  | 21:19  | 21:04 | 21:06    | 21:08  |
| 41M      | -     | -     | -      | 21:30 | 21:36 | 21:37    | 21:42  | 21:45  | 21:49  | 21:53  | 21:55      | 21:57  | 22:00  | 22:03 | 22:07 | 22:10  | 22:12  | 22:14  | 22:19 | 22:21    | 22:23  |
| 43M      | -     | -     | -      | 22:40 | 22:46 | 22:47    | 22:49  | 22:52  | 22:57  | 23:01  | 23:03      | 23:06  | 23:08  | 23:10 | 23:13 | 23:16  | 23:19  | 23:21  | 23:26 | 23:28    | 23:30  |

| 列車番号 | 定山渓 | 白糸ノ滝 | 錦橋  | 一ノ沢 | 小金湯 | 滝ノ沢 | 豊滝  | 簾舞  | 東簾舞 | 下藤野 | 十五島公園 | 藤の沢 | 石切山 | 緑ヶ丘 | 真駒内 | 慈恵学園前 | 澄川  | 豊平  | 東札幌 | 苗穂  | 札幌  |
| 1782M    | 6:35   | 6:37     | 6:39  | 6:42   | 6:44   | 6:46   | 6:49  | 6:53  | 6:54   | 6:57   | 6:59       | 7:02   | 7:07   | 7:11   | 7:14   | 7:16       | 7:18  | 7:34  | 7:42   | 7:46  | 7:50  |
| 4M       | 7:00   | 7:02     | 7:04  | 7:07   | 7:09   | 7:11   | 7:14  | 7:20  | 7:22   | 7:25   | 7:26       | 7:29   | 7:33   | 7:37   | 7:40   | 7:42       | 7:44  | 7:54  | 7:56   | -     | -     |
| 1106M    | 7:17   | 7:19     | 7:21  | 7:24   | 7:26   | 7:28   | -     | 7:34  | 7:35   | 7:38   | 7:40       | 7:43   | 7:48   | 7:52   | 7:55   | 7:57       | 7:59  | 8:10  | 8:21   | 8:25  | 8:29  |
| 8M       | 8:00   | 8:02     | 8:04  | 8:07   | 8:09   | 8:12   | -     | 8:17  | 8:19   | 8:21   | 8:23       | 8:26   | 8:29   | 8:33   | 8:36   | 8:38       | 8:40  | 8:44  | -      | -     | -     |
| 762M     | 9:00   | 9:02     | 9:04  | 9:07   | 9:09   | 9:11   | -     | 9:16  | 9:18   | 9:21   | 9:23       | 9:25   | 9:30   | 9:34   | 9:37   | 9:38       | 9:40  | 9:48  | 9:53   | 9:58  | 10:02 |
| 12M      | 9:30   | 9:32     | 9:34  | 9:37   | 9:39   | 9:42   | -     | 9:50  | 9:52   | 9:54   | 9:56       | 10:00  | 10:07  | 10:11  | 10:14  | 10:16      | 10:18 | 10:22 | -      | -     | -     |
| 14M      | 10:14  | 10:16    | 10:18 | 10:21  | 10:23  | 10:27  | -     | 10:34 | 10:35  | 10:38  | 10:40      | 10:42  | 10:46  | 10:50  | 10:55  | 10:56      | 10:58 | 11:03 | -      | -     | -     |
| 764M     | 11:00  | 11:02    | 11:04 | 11:07  | 11:09  | 11:11  | -     | 11:17 | 11:19  | 11:22  | 11:23      | 11:25  | 11:28  | 11:32  | 11:35  | 11:37      | 11:38 | 11:46 | 11:48  | 11:52 | 11:57 |
| 1720M    | 11:50  | 11:52    | 11:54 | 11:57  | 11:59  | 12:01  | -     | 12:06 | 12:08  | 12:11  | 12:12      | 12:14  | 12:18  | 12:22  | 12:25  | 12:27      | 12:29 | 12:37 | 12:44  | 12:48 | 12:52 |
| 1220M+   | -      | -        | -     | -      | -      | -      | -     | -     | -      | -      | -          | 13:08  | 13:11  | 13:15  | 13:20  | 13:24      | 13:26 | 13:30 | -      | -     | -     |
| 1722M    | 13:05  | 13:07    | 13:09 | 13:12  | 13:14  | 13:16  | -     | 13:21 | 13:23  | 13:26  | 13:28      | 13:32  | 13:36  | 13:40  | 13:43  | 13:44      | 13:46 | 13:54 | 14:02  | 14:07 | 14:11 |
| 26M      | 14:20  | 14:22    | 14:24 | 14:27  | 14:29  | 14:32  | -     | 14:38 | 14:39  | 14:42  | 14:44      | 14:47  | 14:50  | 14:54  | 15:00  | 15:04      | 15:06 | 15:10 | -      | -     | -     |
| 768M     | 15:05  | 15:07    | 15:09 | 15:12  | 15:14  | 15:17  | -     | 15:23 | 15:24  | 15:27  | 15:29      | 15:31  | 15:35  | 15:39  | 15:42  | 15:43      | 15:45 | 15:57 | 16:00  | 16:09 | 16:13 |
| 1728Mv   | -      | -        | -     | -      | -      | -      | -     | -     | -      | -      | -          | 15:45  | 15:48  | 15:53  | 16:01  | 16:05      | 16:06 | 16:13 | 16:15  | -     | -     |
| 1728M    | 16:02  | 16:04    | 16:06 | 16:09  | 16:11  | 16:13  | -     | 16:21 | 16:23  | 16:26  | 16:27      | 16:30  | 16:33  | 16:37  | 16:40  | 16:42      | 16:44 | 16:53 | 16:59  | 17:04 | 17:08 |
| 1730M    | 17:05  | 17:07    | 17:09 | 17:12  | 17:14  | 17:16  | -     | 17:22 | 17:24  | 17:27  | 17:29      | 17:32  | 17:36  | 17:40  | 17:44  | 17:46      | 17:48 | 17:58 | 18:05  | 18:10 | 18:14 |
| 32M      | 18:02  | 18:04    | 18:06 | 18:09  | 18:11  | 18:14  | -     | 18:20 | 18:21  | 18:24  | 18:26      | 18:29  | 18:32  | 18:36  | 18:39  | 18:41      | 18:43 | 18:47 | -      | -     | -     |
| 1723M    | 19:00  | 19:02    | 19:04 | 19:07  | 19:09  | 19:12  | -     | 19:18 | 19:19  | 19:22  | 19:24      | 19:26  | 19:35  | 19:39  | 19:42  | 19:43      | 19:45 | 19:53 | 20:00  | 20:06 | 20:10 |
| 36M      | 20:20  | 20:22    | 20:24 | 20:27  | 20:29  | 20:31  | -     | 20:36 | 20:38  | 20:41  | 20:43      | 20:45  | 20:51  | 20:55  | 20:58  | 21:00      | 21:02 | 21:06 | -      | -     | -     |
| 38M      | 21:03  | 21:05    | 21:07 | 21:10  | 21:12  | 21:16  | 21:18 | 21:22 | 21:24  | 21:27  | 21:28      | 21:31  | 21:35  | 21:39  | 21:42  | 21:44      | 21:47 | 21:50 | -      | -     | -     |
| 40M      | 21:45  | 21:47    | 21:49 | 21:52  | 21:54  | 21:56  | 21:58 | 22:04 | 22:06  | 22:08  | 22:10      | 22:12  | 22:15  | 22:19  | 22:02  | 22:24      | 22:46 | 22:30 | -      | -     | -     |

v 学校休み運休

+ 土曜運転、ただし学校休み運休

## 主な車両

### 蒸気機関車
1100形
開業時に2両 (1112, 1113) が国鉄から払い下げられた。

### 客車
コロ1
1893年（明治26年）に手宮工場で北海道炭礦鉄道の一等客車として製造。その後、称号規程制定や改造によってフコロ5670となり、1928年（昭和3年）に定山渓鐵道へ譲渡。譲渡後はコロ1として貴賓用に使用された。太平洋戦争中には定山渓鐵道と接続していた豊羽鉱山専用鉄道で通勤輸送用に使用するなどしたが、その後は留置線で荒廃し、1962年（昭和37年）に廃車。翌年、国鉄に寄贈され開拓使時代の歴史的資料として製造当初の姿（い1）に苗穂工場で復元の上、北海道鉄道記念館（現在の小樽市総合博物館本館）で保存展示されている。

### 気動車
キハ7000形（キハ7001 - 7003）
日立製作所製で1957年（昭和32年）7月25日付竣功。国鉄千歳線の電化区間である苗穂駅 - 東札幌駅間の電化設備撤去に際し、札幌駅直通運転用に製造した気動車。両運転台で正面は2枚窓の湘南顔（ただし一般的なものよりやや扁平）。塗色は茶色に白帯であった。千歳線内で国鉄気動車と併結運転できることを国鉄から求められたため、DMH17形エンジンや制動装置を含む走り装置などの機械部品には国鉄規格品を使用している。札幌駅乗り入れの際は、自社線内では常にアイドリングで電車に牽引され、東札幌駅 - 札幌駅間は国鉄気動車と総括制御で運転されていた。
キハ7500形（キハ7501）
1958年（昭和33年）に製造された増備車。前面や主要機器はキハ7000形と同様であるが、客用扉の配置が国鉄キハ21形に準じた中央に寄ったものとなった。運用はキハ7000形と共通。
この時代の北海道私鉄の気動車の多くが他社に譲渡されたが、当系列は右側運転台や電車との併結に対応するなど特殊要素が多く、同線廃止と運命を共にした。

### 電車
モハ1200形・クハ1210形
1954年（昭和29年）に日本車輌東京支店で製造。廃線の翌年に十和田観光電鉄線へ譲渡され、モハ1207・クハ1208と改番。その後1990年（平成2年）に廃車となる。譲渡後の動向については「十和田観光電鉄線#改軌・電化以降」を参照のこと。
モ2300形（モ2301・2302）
1964年（昭和39年）に東急車輛で製造。竣功は同年10月29日付。両運転台で前面は貫通式。モ2301はモ201の、モ2302はモ301の台車、電機品を流用している。車体は耐候性高抗張力鋼を使用して、東急車輛が提携していたアメリカバッド社のステンレス鋼の工法が採用されている。側面は固定窓。

### 電気機関車
ED500形
貨物輸送の動力近代化を目的として1957年（昭和32年）にED5001・ED5002の2両が新製された50t機。国鉄EF58形に類似した半流形の箱形車体が特徴であった。廃線後は長野電鉄へ譲渡されてED5100形ED5101・ED5102として運用された後、1979年（昭和54年）に越後交通へ同形式・同番号のまま再び譲渡され、同社長岡線が全廃となった1995年（平成7年）まで運用された。

## 駅一覧
廃線直前の駅・停留所
- 全駅北海道札幌市に所在。廃線当時は政令指定都市施行前だが現在の区域を表記した。
- 停車駅は1959年（昭和34年）9月ダイヤ改正時点[20]（緑ヶ丘停留所開業前）。
- 普通は全駅停車（表中省略）。

凡例
●：停車、｜：通過
| 駅名             | 駅名                 | 駅間キロ | 営業キロ | 準急 | 急行 | 特急 | 接続路線・備考                                                                        | 所在地 |
| ---------------- | -------------------- | -------- | -------- | ---- | ---- | ---- | ------------------------------------------------------------------------------------- | ------ |
| 白石駅 ※         | しろいし             | -        | -2.7     |      |      |      | 日本国有鉄道：函館本線                                                                | 白石区 |
| 東札幌駅         | ひがしさっぽろ       | 2.7      | 0.0      | ●    |      | ●    | 日本国有鉄道：千歳線 - 1973年9月10日に函館本線（貨物線）へ編入後、1986年11月1日廃止。 | 白石区 |
| 豊平駅           | とよひら             | 1.0      | 1.0      | ●    | ●    | ●    | 札幌市交通局（札幌市電）：豊平線 - 1971年10月1日廃止。                                | 豊平区 |
| 澄川駅           | すみかわ             | 3.7      | 4.7      | ●    | ｜   | ｜   |                                                                                       | 南区   |
| 慈恵学園停留所   | じけいがくえん       | 0.9      | 5.6      | ●    | ｜   | ｜   |                                                                                       | 南区   |
| 真駒内駅         | まこまない           | 0.8      | 6.4      | ●    | ｜   | ｜   |                                                                                       | 南区   |
| 緑ヶ丘停留所     | みどりがおか         | 1.7      | 8.1      |      |      |      |                                                                                       | 南区   |
| 石切山駅         | いしきりやま         | 2.9      | 11.0     | ●    | ●    | ｜   |                                                                                       | 南区   |
| 藤の沢駅         | ふじのさわ           | 2.5      | 13.5     | ●    | ｜   | ｜   |                                                                                       | 南区   |
| 十五島公園停留所 | じゅうごしまこうえん | 0.9      | 14.4     | ｜   | ｜   | ｜   |                                                                                       | 南区   |
| 下藤野停留所     | しもふじの           | 0.9      | 15.3     | ｜   | ｜   | ｜   |                                                                                       | 南区   |
| 東簾舞停留所     | ひがしみすまい       | 1.3      | 16.6     | ｜   | ｜   | ｜   |                                                                                       | 南区   |
| 簾舞駅           | みすまい             | 0.8      | 17.4     | ●    | ｜   | ｜   |                                                                                       | 南区   |
| 豊滝停留所       | とよたき             | 2.1      | 19.5     | ｜   | ｜   | ｜   |                                                                                       | 南区   |
| 滝の沢駅         | たきのさわ           | 1.3      | 20.8     | ●    | ｜   | ｜   |                                                                                       | 南区   |
| 小金湯停留所     | こがねゆ             | 1.1      | 21.9     | ●    | ｜   | ｜   |                                                                                       | 南区   |
| 一の沢停留所     | いちのさわ           | 0.9      | 22.8     | ｜   | ｜   | ｜   |                                                                                       | 南区   |
| 錦橋駅           | にしきばし           | 2.7      | 25.5     | ●    | ｜   | ｜   |                                                                                       | 南区   |
| 白糸の滝停留所   | しらいとのたき       | 0.8      | 26.3     | ●    | ●    | ｜   |                                                                                       | 南区   |
| 定山渓駅         | じょうざんけい       | 0.8      | 27.1     | ●    | ●    | ●    |                                                                                       | 南区   |

※白石駅 - 東札幌駅間は1945年廃止。

## 廃止後の状況

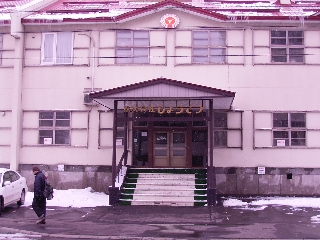
旧・じょうてつ本社社屋。この左側に旧・豊平駅の駅舎があった

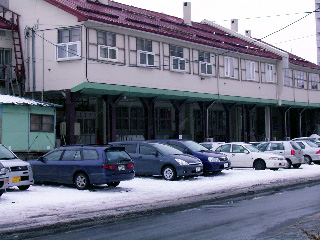
旧・じょうてつ本社社屋裏側のホーム跡。往時の面影が色濃く残っていた

### 白石 - 東札幌 - 緑ヶ丘間
- 白石駅 - 東札幌駅間は廃止後市街地となり痕跡は残っていないが、白石駅付近のJR線線路横に定山渓鉄道時代のものと思われる橋梁の橋台が残っている[21]。
- 国鉄千歳線と接続していた東札幌駅付近は、土地区画整理事業により再開発地区「札幌コミュニケーションパークSORA」となり、札幌コンベンションセンター、札幌市産業振興センター、大規模商業施設ラソラ札幌（旧イーアス札幌）が立地している[22]。その先、豊平駅まではじょうてつのマンション、事務所等に転用されている。
- 豊平駅舎は現役時代より定鉄本社社屋に隣接して一体となっており、廃止後は駅舎部分が「じょうてつ不動産部」として使用されていた（本社社屋は廃止後もそのまま使用。ホーム側は駐車場になった）が、2005年9月に本社社屋とともに解体され同社の2棟のマンションとなった[23]。開業時の初代豊平駅跡地は東光ストア豊平店となっており、跡地を示す標が店舗の外壁に設置されている[23]。
- その先は市街地となり痕跡はなくなるが、米里行啓通と交差した先から環状通と交差するまでは道路として転用されている[24]。その先は緑ヶ丘停留所付近まで札幌市営地下鉄南北線のシェルター（高架）に転用されている[24]。
- 澄川駅は札幌市営地下鉄澄川駅とほぼ同位置にあった[25]。慈恵学園停留所は地下鉄自衛隊前駅の北方の澄川児童会館と札幌南消防署澄川出張所となっている[26]。真駒内駅は地下鉄自衛隊前駅と地下鉄真駒内駅のほぼ中間に位置し、地下鉄南北線の南車両基地への分岐箇所となっている。駅の平岸通を挟んだ向側にはかつて日通の荷物取扱所であった建物がタイヤ販売店となって現存している[27]。緑ヶ丘停留所の跡地は地下鉄真駒内駅の構内南端に位置する[14]。

### 緑ヶ丘 - 藤の沢 - 簾舞間

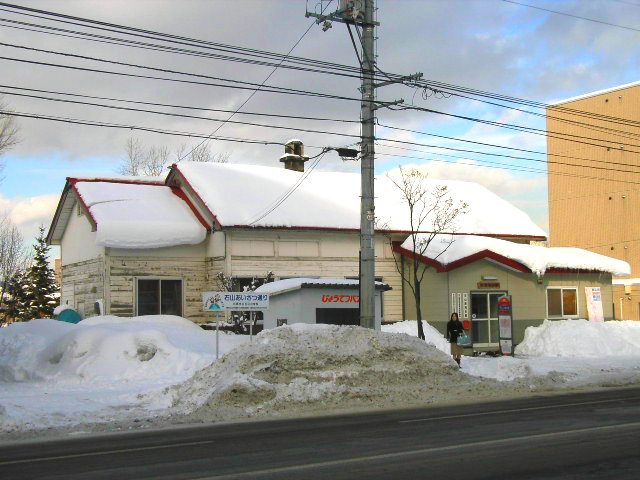
旧・石切山駅（現・石山振興会館）2004年12月

- 緑ヶ丘 - 藤の沢間は、地下鉄真駒内駅から計画されていた地下鉄南北線延長区間の用地として、廃止時に札幌市へ譲渡されていた。現在、地下鉄延長計画は凍結され、延長予定区間の多くは空き地となっている他、道路、歩行者専用道路などに転用されている。
- 緑ヶ丘停留所の先からは白樺等の樹林に囲まれた道床跡がしばらく続く[24]。鉄道跡を寸断する形の交差点近辺（真駒内南町）はじょうてつバス転回場兼駐車場となっている。交差点からは森林及び歩道となり、石山陸橋下をくぐるトンネルから続く自動車道と歩道とが合流する。
- 石山陸橋は、旧国道230号（藻南橋方向 - 石山中央方向）と国道453号（真駒内花園方向 - 常盤方向）が合流する地点に、道路が定鉄をオーバークロスする跨線橋として架設されていた。鉄道廃止後もしばらく跨線橋は残存していたが、交差点改良による拡幅でまず跨線橋の西側（石切山側）が埋設され、後に東側も埋設された。その後、改めて旧跨線橋の地点にトンネルが構築されたが、しばらく放置されていた。地下鉄南北線延長計画が凍結され、その後正式に延長中止が決定され、現在、このトンネルは一方通行の一車線自動車道（石山→真駒内方向）として活用されている。このトンネル以南、石切山駅を中心とした南北付近は、車道や生活道路、空き地となっている。
- 石切山駅の駅舎は、「石山振興会館」としてほぼ当時のまま現存しており[24]、唯一残存している駅舎である[2]。
- 石切山駅以南の線路跡は道路となっているが[24]、一部は札幌市立石山小学校のグラウンド拡張に転用された。
- 藤の沢駅は廃線後、バス転回場を経て「藤野東公園」となっている。駅の石切山寄りの区間は公園へ続く遊歩道となっている。公園内には、駅跡であることを示す標柱がある。
- 十五島公園停留所は痕跡は失われているが、個人住宅地内道路脇に駅跡の標柱がある。
- 下藤野停留所は初代停留所は含笑寺の裏手にあり、現在は住宅地となっている。移転後の停留所は東野々沢川の西側に位置し、こちらも現在は住宅地となっている。東野々沢川沿いの道路脇に駅跡の標柱が立てられている。
- 下藤野停留所 - 東簾舞停留所間は豊平川の河岸段丘や段差を利用したことや、地盤の脆弱さから、営業中に度々補修を要した。笹薮や森林に帰っている所も多い。
- 東簾舞停留所は旧御料橋入口付近にあった[28]。同名のバス停がある。また、当時旅館であった建物が民家として残っている。
- 東簾舞停留所 - 簾舞駅間の線路跡は道路に転用されている。

### 簾舞 - 定山渓間
- 簾舞駅は木材の集積地であり製材会社の敷地となっていたが、後に広大な空き地となっている[24]。
- 簾舞駅から先の線路跡は深い藪の中に築堤が姿を留める[24]。
- 豊滝停留所は国道230号沿いにある「豊滝除雪ステーション」の下（豊平川寄り）のやや東側に位置していた。現在は跡地への道も消失している。滝の沢駅との間には暗渠の跡が2箇所残っている[24]。
- 滝の沢駅は砥山地区へ続く市道の交差点付近にあり、当時の駅長が敷地内に植林したといわれる桜の木（ソメイヨシノ）が残っており解説版も設置されている[24]。また、その先鱒沢川の煉瓦造りの橋台跡も残る[24]。
- 小金湯停留所は小金湯温泉街より東寄りの神社付近に位置していたが、周辺道路拡張に伴い大部分の痕跡が消失した。その先には道床跡が残り、キロポストも現存する[24]。
- 一の沢停留所は一の沢川に架かる橋梁の手前、豊平川沿いに位置していた。付近の道床やその先の一の沢川橋梁の橋台跡も残っている[24]。近くに同名のバス停がある。
- 錦橋駅は定山渓の東外れ、国道230号旧道沿いにあった。敷地は広い空き地となっており[24]、現在の同名のバス停付近に当時の駅舎の礎石跡が存在している。
- 白糸の滝停留所は定山渓温泉街の入口の国道脇にあった。跡地は後に「北海道秘宝館」となったが[24]、その後に閉館となった。その先のレンガ造の暗渠が残る[24]。
- 定山渓駅は温泉街にある「定山渓スポーツ公園」内となった[24]。廃止後もしばらくの間駅舎がバス乗車券発売所等として使用されたが、1976年頃解体された。公園内の片隅に駅舎の基礎がわずかに残っている。また近くの「定山渓車庫前」バス停待合室は旧豊平駅で使われていた札幌軟石が使われている[24]。温泉街の路線痕跡はホテルなどの敷地として買収されたり、商店街に吸収されたりして、ほぼ消失している。

## 札幌急行鉄道
1958年、親会社となった東急社内に札幌付近陸上交通機関整備委員会が設置された。この委員会で定山渓鉄道の複線化ならびに中山峠方面への路線延長と札幌乗り入れ、および資本金6億円で「札幌急行鉄道」を設立して札幌 - 上江別間20.5kmの地方鉄道を新規開設し、上江別から夕張鉄道線に乗り入れて、札幌から夕張までを直結させることが決まった。東急は早速夕張鉄道の親会社である北炭と共同で設立にとりかかり、免許申請を行った。
東急は、札幌市内を地下鉄で建設し、この新設鉄道を鎹にして定山渓鉄道・夕張鉄道の一元化を図り一大私鉄網を築いて、北海道振興に寄与することを最終目的としていた。
しかしその後、東急社内による調査の結果、札幌急行鉄道を新規開業することによる投資効果が希薄であり、不採算事業となるだけであるとされ「札幌急行鉄道」は設立されず、免許申請も取り下げられた。
想定されていた駅
- 大通り駅 - 東橋駅 - 東苗穂駅 - 三角駅 - 雁来駅 - 東米里駅 - 元野幌駅 - 元江別駅 - 高校前駅 - 上江別駅
奥山 2024による